# Colchester Town (stacja kolejowa)
Colchester Town – stacja kolejowa w mieście Colchester, w hrabstwie Essex w Anglii. Stacja obsługuje ok. 504 448 pasażerów rocznie (dane za rok 2021/2022).

## Charakterystyka
Stacja została otwarta w 1866 roku przez Tendring Hundred Railway, spółkę zależną Great Eastern Railway. Nazywała się wówczas Dworzec Świętego Botolfa, została przemianowana na Colchester Town w 1991 roku. Pierwsza nazwa dworca nawiązywała do bezpośredniego sąsiedztwa z ruinami po augustyńskim klasztorze św. Botolfa, wcześniej kościoła z czasów Saksownów z XI w. Był to jeden z pierwszych na wyspach klasztor, a dziś pozostałości po nim są ikoniczną atrakcją turystyczną miasta. W systemie informacji kolejowej którego słupy stoją przy dworcu, pod oficjalną nazwą stacji umieszczana jest nadal jej pierwsza nazwa tj. – ang. Colchester Town formely St. Botolf's. Dworzec obecnie jest obsługiwany przez Greater Anglia, który to przewoźnik obsługuje również wszystkie pociągi dojeżdżające do Colchester Town. Jest jedną z trzech stacji kolejowych w mieście, ma połączenie z pozostałymi. Colchester Town jest przystankiem końcowym lub początkowym. W 2012 roku tuż przy stacji otwarto gmach sądu rejonowego (ang. The Magistrates’ Courts).